# Yisha'ktcabsh
Yisha'ktcabsh, jedno od nekoliko lokalnih skupina Nisqually Indijanaca, porodica salishan, koji su u ranom 19. stoljeću živjeli uz jezero Nisqually, na području današnjeg okruga Pierce u Washingtonu.